# Толун-черби
Толун-черби, Тулун-чэрби — монгольский военачальник и нойон-тысячник из рода хонхотан, сподвижник Чингисхана и один из его шести чербиев — управляющих людьми и хозяйством в улусе.

## Биография
Толун-черби был сыном одного из ближайших сподвижников Чингисхана Мунлика-эциге. Мунлик-эциге служил ещё отцу Чингиса Есугею и занимал крайне почётное место при дворе монгольского хана. Братья Толун-черби, Сюйкету и Суту, также состояли на службе у Чингисхана. Другой брат Толуна, Кокочу (Тэб-Тенгри), был известным шаманом, освятившим власть Чингиса над монголами. Вместе с отцом и братьями Толун пришёл к Чингисхану (тогда — ещё Тэмуджину) вскоре после его возвышения.
Зимой 1204 года, готовясь к войне с племенем найманов, Чингисхан провёл масштабную реорганизацию сил в своём улусе; была введена должность черби (управляющего хозяйством), на которую назначили шесть человек: Толуна, его брата Сюйкету, а также Дохолху, Додая, Бучарана и Оголе, младшего брата одного из нукеров Чингиса Боорчу. После покорения найманов, а следом за этим — и образования Монгольской империи в 1206 году, Толун-черби в качестве награды за свою службу получил от Чингисхана право командовать тысячей войска совместно с Туруханом.
Когда в 1211 году Чингисхан начал вторжение в империю Цзинь, Толун-черби вместе с нойонами Чжурчедаем и Алчи сопровождал войска левого крыла под командованием младшего брата Чингиса Хасара, следуя приказу подчинить Срединную столицу империи Чжунду (современный Пекин). Примечательно, что в труде XIV века «Юань ши» упоминания об участии Толун-черби в походе на Чжунду отсутствуют, и вместо него в летописи фигурирует Бука-нойон. 
Участвовал Толун-черби и в последнем походе Чингисхана против тангутского государства Си Ся 1226—27 гг. Когда одновременно с осадой столицы Си Ся Чжунсина Чингисхан тяжело заболел, упав во время охоты с лошади, на созванном военном совете Толун предложил временно отступить от городских стен, продолжив наступление по выздоровлении хана; его мнение было поддержано нойонами, однако Чингисхан настоял на продолжении атаки, и в скором времени тангуты были покорены. Правителя Си Ся Ли Сяня (Илуху) Толун-черби убил по приказу Чингисхана, и качестве вознаграждения получил право забрать себе походный дворец бывшего тангутского владыки.